# Liste der Biografien/Zar
Liste der Biografien |
Portal Biografien |
Personensuche
# |
A |
B |
C |
D |
E |
F |
G |
H |
I |
J |
K |
L |
M |
N |
O |
P |
Q |
R |
S |
T |
U |
V |
W |
X |
Y |
Z |
?
 
Za |
Zb |
Zc |
Zd |
Ze |
Zf |
Zg |
Zh |
Zi |
Zj |
Zk |
Zl |
Zm |
Zn |
Zo |
Zr |
Zs |
Zu |
Zv |
Zw |
Zy |
Zz
 
Zaa |
Zab |
Zac |
Zad |
Zae |
Zaf |
Zag |
Zah |
Zai |
Zaj |
Zak |
Zal |
Zam |
Zan |
Zao |
Zap |
Zaq |
Zar |
Zas |
Zat |
Zau |
Zav |
Zaw |
Zax |
Zay |
Zaz
Die Liste der Biografien führt alle Personen auf, die in der deutschsprachigen Wikipedia einen Artikel haben. Dieses ist eine Teilliste mit 241 Einträgen von Personen, deren Namen mit den Buchstaben „Zar“ beginnt.

## Zar
- Zar Nay Ya Thu (* 2000), myanmarischer Fußballspieler
- Zar, Heather (* 1962), südafrikanische Kinderärztin und Professorin für Pädiatrische Pulmonologie
- Zar, Jerrold Howard (* 1941), US-amerikanischer Biologe und Statistiker

### Zara
- Zara (* 1983), russische Popsängerin und SchauspielerinZara (* 1983)

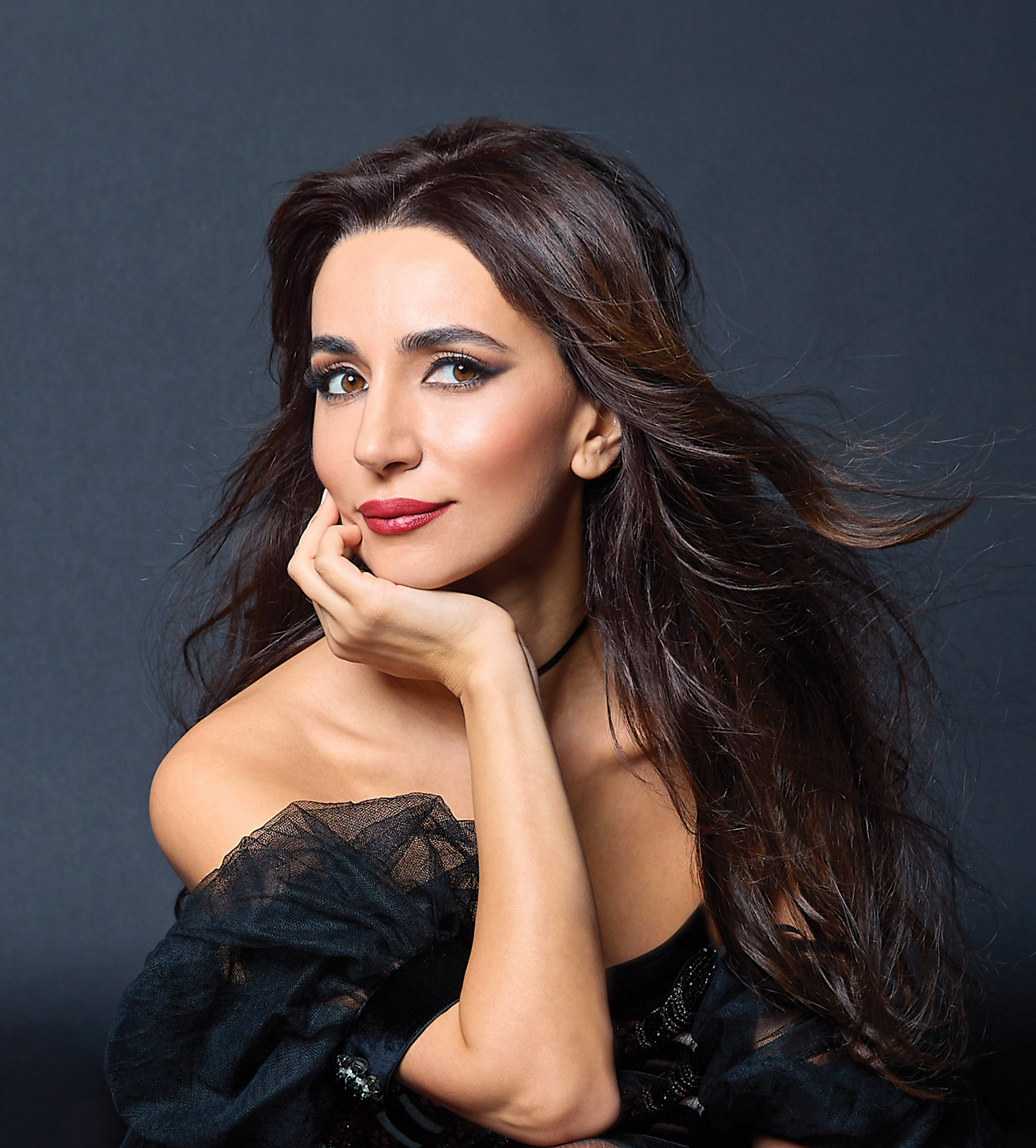
Zara (* 1983)

- Zara Yaqob (1399–1468), Negus Negest (Kaiser) von Äthiopien (1434–1468)
- Zär’a Yaqob (1599–1693), äthiopischer Philosoph
- Zara, Juliana (* 1993), amerikanische Opernsängerin
- Zarabec, Miha (* 1991), slowenischer Handballspieler
- Zaracho, Antonio (* 1957), paraguayischer Fußballspieler
- Zaracho, Matías (* 1998), argentinischer Fußballspieler
- Zaradny, Piotr (* 1972), polnischer Radrennfahrer
- Zaradzki, Yohan (* 1994), belgischer Leichtathlet
- Zarafshan, Nasser (* 1946), iranischer Schriftsteller, Übersetzer und Rechtsanwalt
- Zaragatski, Ilja (* 1985), russisch-deutscher Schachspieler
- Zaragoza Orts, Pedro (1922–2008), spanischer Politiker
- Zaragoza, Agustín (* 1941), mexikanischer Boxer
- Zaragoza, Bryan (* 2001), spanischer Fußballspieler
- Zaragoza, Daniel (* 1957), mexikanischer Boxer
- Zaragoza, Ignacio (1829–1862), mexikanischer General
- Zaraï, Rika (1938–2020), israelisch-französische Sängerin
- Zarakolu, Ragıp (* 1948), türkischer Verleger und Menschenrechtler
- Zarama Pasqualetto, Luis Rafael (* 1958), kolumbianisch-US-amerikanischer Geistlicher, römisch-katholischer Bischof von Raleigh
- Zarándi, László (1929–2023), ungarischer Leichtathlet
- Zarankiewicz, Kazimierz (1902–1959), polnischer Mathematiker
- Zarapkin, Semjon Konstantinowitsch (1906–1984), sowjetischer Diplomat
- Zarapkin, Sergei Romanowitsch (1892–1960), russischer Genetiker und Biologe
- Zaraspe, Héctor (1930–2023), argentinischer Balletttänzer, Choreograph und Ballettlehrer
- Zárate Salas, Jesús González de (* 1960), venezolanischer Geistlicher, römisch-katholischer Erzbischof von Valencia en Venezuela
- Zárate, Agustín de († 1560), spanischer Historiker
- Zárate, Carlos (* 1951), mexikanischer Boxer
- Zárate, Carlos (* 1980), spanischer Radrennfahrer
- Zárate, Eladio (* 1942), paraguayischer Fußballspieler
- Zárate, Gonzalo (* 1984), argentinisch-schweizerischer Fußballspieler
- Zárate, Jesús (* 1974), mexikanischer Radrennfahrer
- Zárate, Juan (1922–1996), argentinischer Fußballspieler
- Zárate, Luis (1940–2020), mexikanischer Radrennfahrer
- Zárate, Mauro (* 1987), argentinischer Fußballspieler
- Zárate, Noe (* 1973), mexikanischer Fußballspieler
- Zárate, Pedro de († 1547), spanischer Konquistador
- Zárate, Roberto, mexikanischer Fußballspieler
- Zárate, Roberto (1932–2013), argentinischer Fußballspieler
- Zárate, Sergio (* 1969), argentinischer Fußballspieler
- Zarathustra, Priester, Religionsstifter des Zoroastrismus
- Zarauz Carrillo, Clímaco Jacinto (1926–2017), ecuadorianischer Geistlicher, römisch-katholischer Bischof von Azogues
- Záray, Márta (1926–2001), ungarische Sängerin
- Zarazúa, Armando (* 1974), mexikanischer Squashspieler
- Zarazúa, Renata (* 1997), mexikanische Tennisspielerin
- Zarazúa, Vicente (* 1944), mexikanischer Tennisspieler

### Zarb
- Zarb, Marie-Jo, französische Liedtexterin, Theaterproduzentin und Regisseurin
- Zarba, Zach (* 1975), US-amerikanischer Basketballschiedsrichter
- Zarbo, Alessia (* 2001), französische Leichtathletin
- Zarbo, Ban (* 1993), Schweizer Comiczeichnerin
- Zarbo, Gin (* 1993), Schweizer Mangaka mit italienischen und dominikanischen Wurzeln
- Zarboch, Rudolf (1878–1960), österreichischer Politiker (NWB, GdP), Abgeordneter zum Nationalrat

### Zarc
- Zarchi, Nurit (* 1941), israelische Schriftstellerin
- Zarchy, Zeke (1915–2009), US-amerikanischer Jazz-Trompeter
- Zarcilla, Paris, britisch-ostasiatischer Drehbuchautor und Filmregisseur
- Zarco, Francisco (1829–1869), mexikanischer Journalist und Politiker
- Zarco, João Gonçalves, portugiesischer Seefahrer, gilt als der Wiederentdecker Madeiras
- Zarco, Johann (* 1990), französischer MotorradrennfahrerJohann Zarco (* 1990)

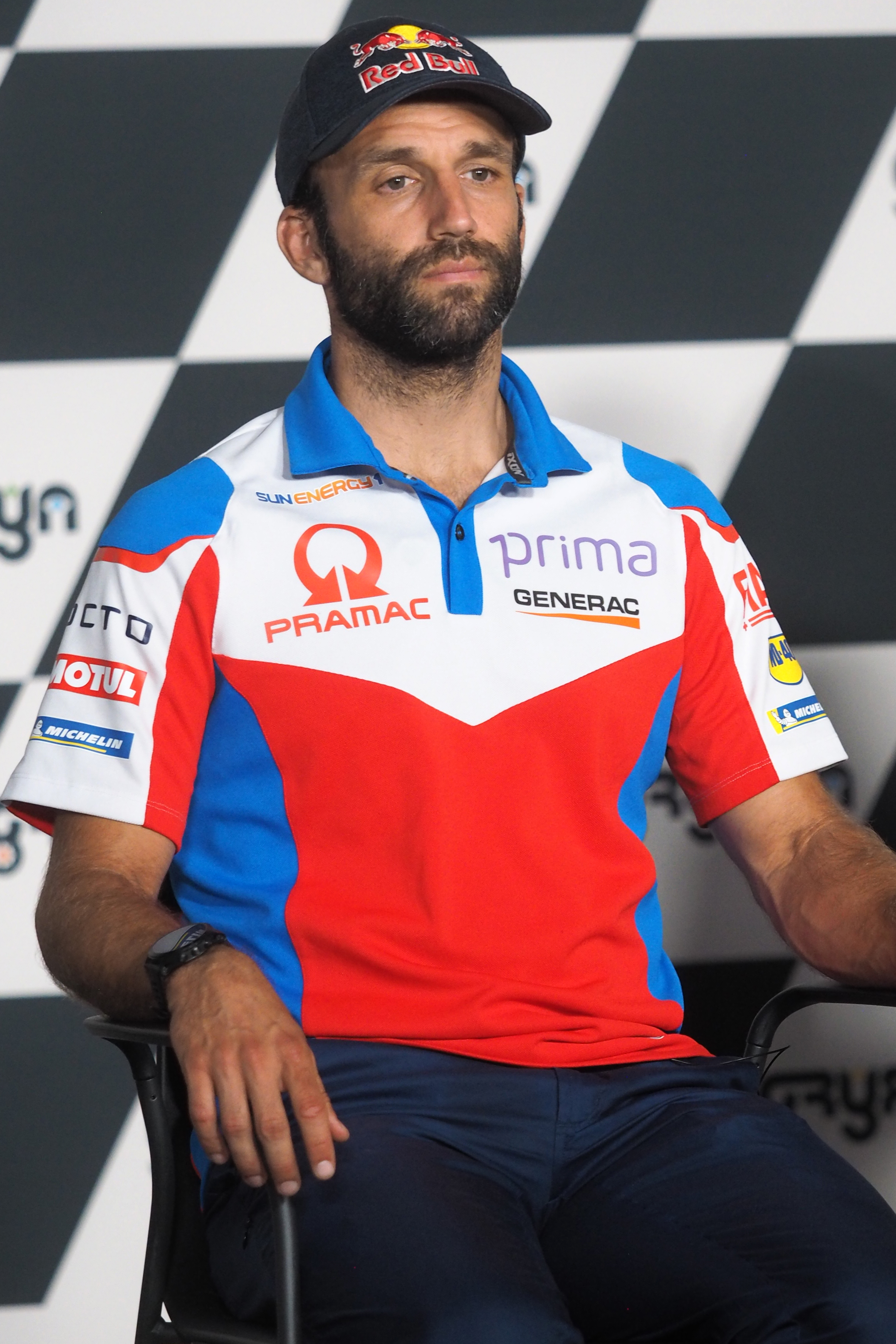
Johann Zarco (* 1990)

- Żarczyński, Mateusz (* 1990), polnischer Volleyballtrainer

### Zard
- Zard (1967–2007), japanische Popsängerin
- Zərdabi, Həsən bəy (1842–1907), aserbaidschanischer Publizist
- Zardari, Asif Ali (* 1955), pakistanischer PolitikerAsif Ali Zardari (* 1955)

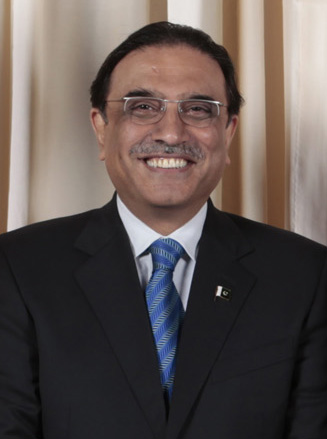
Asif Ali Zardari (* 1955)

- Zarden, Arthur (1885–1944), deutscher Finanzstaatssekretär und Finanzfachmann in der Weimarer Republik
- Žardenikas, Vilhelmas (1908–1976), litauischer Fußballspieler
- Zardes, Gyasi (* 1991), US-amerikanischer Fußballspieler
- Zardetti, Eugen (1849–1926), Schweizer Maler und Automobilpionier
- Zardetti, Otto (1847–1902), Schweizer Theologe und Geistlicher, Erzbischof von Bukarest
- Zardi, Dominique (1930–2009), französischer Filmschauspieler
- Zardini, Edoardo (* 1976), italienischer Skirennläufer
- Zardini, Edoardo (* 1989), italienischer Radrennfahrer
- Zardini, Ernesto (1908–1934), italienischer Skispringer und Nordischer Kombinierer
- Zardini, Sergio (1931–1966), italienischer Bobfahrer
- Zardis, Chester (1900–1990), US-amerikanischer Jazzmusiker
- Zardo, Ilaria (* 1981), italienische Physikerin

### Zare
- Zare, Ioan (1959–2022), rumänischer Fußballspieler
- Zare, Richard N. (* 1939), US-amerikanischer Chemiker, Professor der Naturwissenschaft der Harvard-Universität
- Zaręba, Jan (1910–1986), polnischer Geistlicher, römisch-katholischer Bischof von Włocławek
- Zarębkiewicz, Łukasz (* 1987), polnischer Volleyballtrainer
- Zarębski, Jarosław (* 1979), polnischer Radrennfahrer
- Zarębski, Juliusz (1854–1885), polnischer Komponist und Pianist
- Zarębski, Krzysztof (* 1939), polnischer Performancekünstler, Maler und Bildhauer
- Zaree, Maryam (* 1983), deutsche SchauspielerinMaryam Zaree (* 1983)
- Zareen, Nikhat (* 1996), indische Boxerin

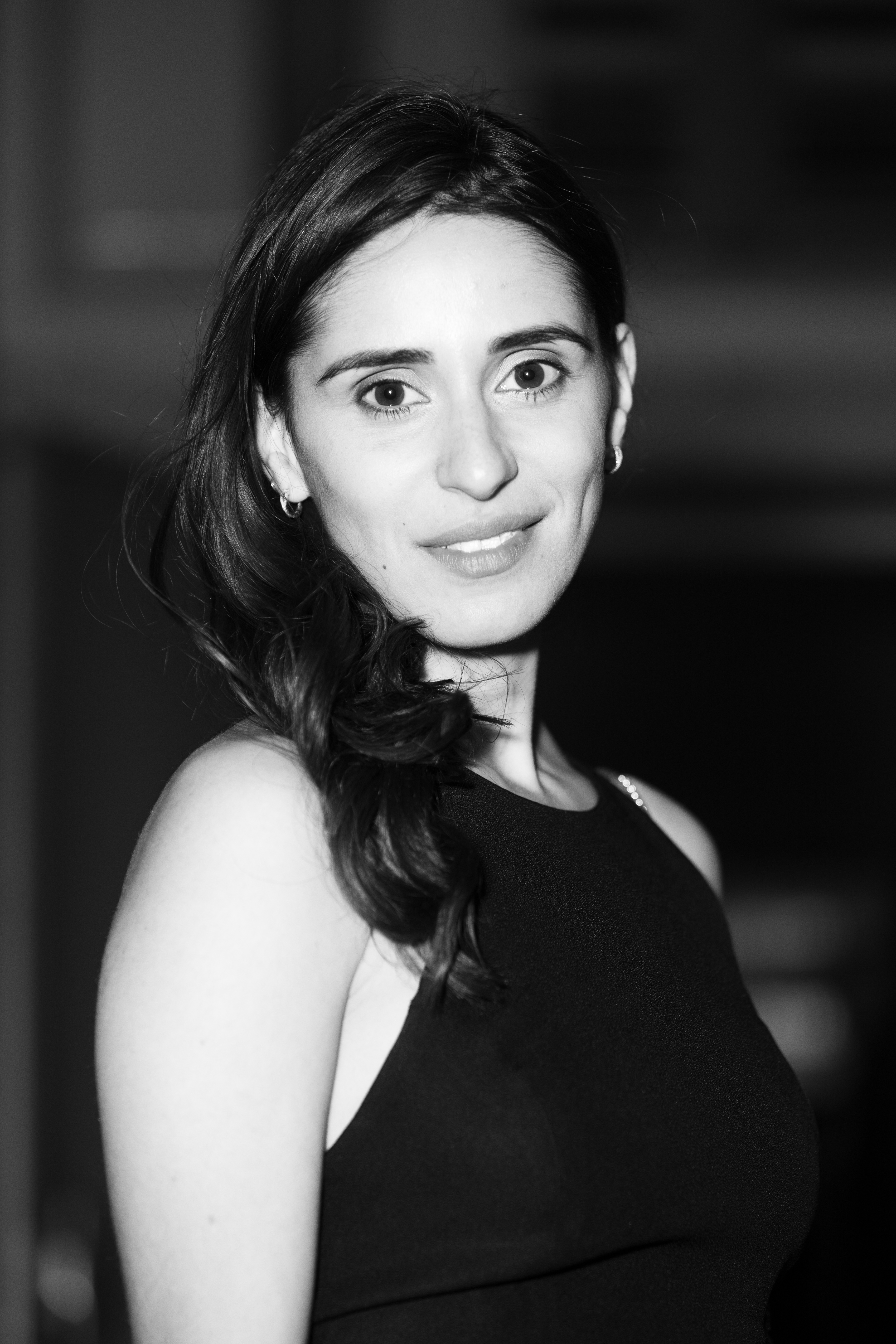
Maryam Zaree (* 1983)

- Zareer, Zahiya (* 1959), maledivische Politikerin und Diplomatin
- Zaregorodzew, Jewgeni Wassiljewitsch (* 1983), russischer Eishockeytorwart
- Zareh, Kay (1943–2025), deutscher Architekt und Stadtplaner
- Zarei, Abdolreza (* 1996), iranischer Fußballspieler
- Zarei, Merila (* 1974), iranische Schauspielerin
- Zarek, Otto (1898–1958), deutscher Dramaturg, Regisseur, Schriftsteller, Kritiker und Journalist
- Zarelli, Joseph Augustus (* 1953), MordopferJoseph Augustus Zarelli (* 1953)

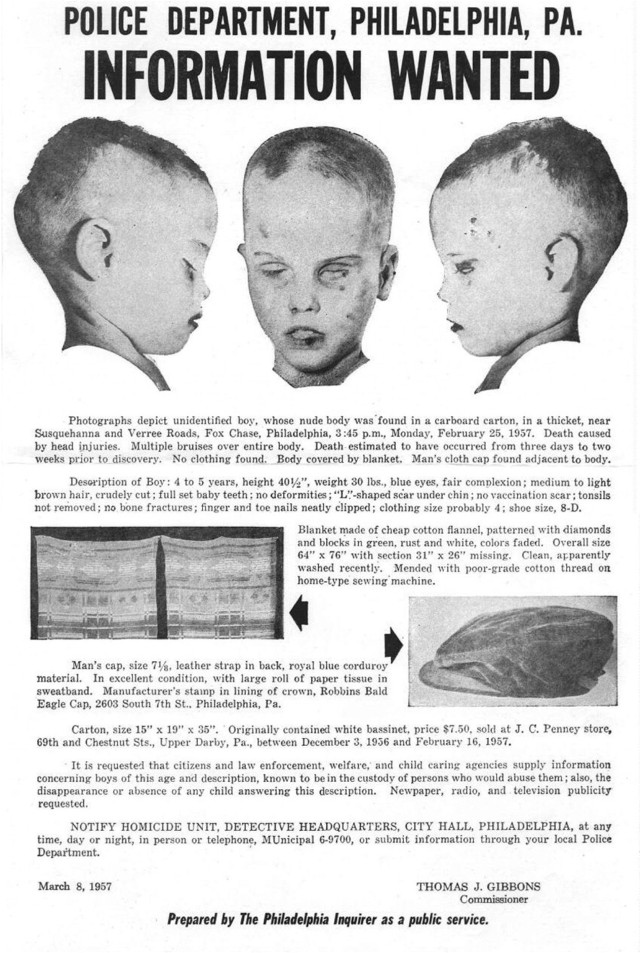
Joseph Augustus Zarelli (* 1953)

- Zaremba, Algimantas (* 1954), litauischer Manager und Politiker
- Zaremba, Elena (* 1957), russische Opern- und Konzertsängerin (Mezzosopran/Alt)
- Zaremba, Felician Martin von (1794–1874), russischer Diplomat, Prediger und Missionar polnischer Herkunft
- Zaremba, John (1908–1986), US-amerikanischer Schauspieler
- Zaremba, Kevin (* 1987), deutscher Hands-up-Produzent
- Zaremba, Krzysztof (* 1958), polnischer Elektroniker mit dem Schwerpunkt Biomedizintechnik
- Zaremba, Laurenz von (1824–1895), Offizier in der Habsburgermonarchie, zuletzt im Range eines Generalmajors
- Zaremba, Maciej (* 1951), schwedischer Journalist und Autor polnischer Herkunft
- Zaremba, Mateusz (* 1984), polnischer Handballspieler
- Zaremba, Michael (1955–2012), deutscher Schriftsteller
- Zaremba, Michael Konstantin von (1711–1786), preußischer Generalleutnant
- Zaremba, Ota (* 1957), tschechoslowakischer Gewichtheber
- Zaremba, Peter (1909–1994), US-amerikanischer Hammerwerfer
- Zaremba, Piotr (1910–1993), polnischer Architekt und Stadtplaner
- Zaremba, Renata (* 1967), polnische Politikerin (Platforma Obywatelska), Mitglied des Sejm
- Zaremba, Stanisław (1863–1942), polnischer Mathematiker
- Zaremba, Stanisław Krystyn (1903–1990), polnischer Mathematiker und Bergsteiger
- Zarenkiewicz, Janusz (* 1959), polnischer Boxer
- Zarenko, Kyrylo (* 2000), ukrainischer Radrennfahrer
- Zarepour, Eisa (* 1980), iranischer Politiker
- Zarest, Julius (1865–1939), deutscher Opernsänger (Bariton)
- Zaret, Hy (1907–2007), US-amerikanischer Liedtexter und Komponist
- Zaretska, Irina (* 1996), aserbaidschanisch-ukrainische Karateka
- Zarevutius, Zachariáš († 1667), slowakischer Komponist

### Zarf
- Zarfl, Brigitte (* 1962), österreichische Beamtin und SektionsleiterinBrigitte Zarfl (* 1962)

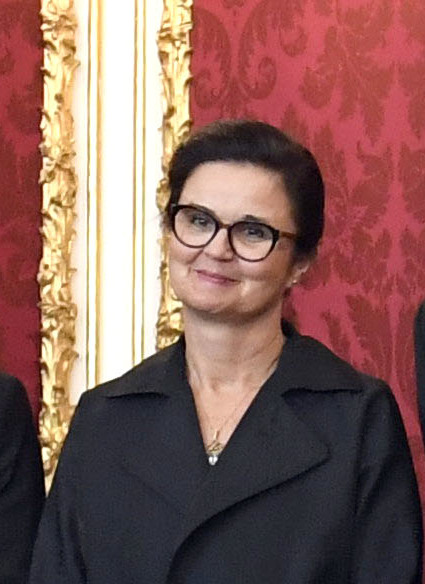
Brigitte Zarfl (* 1962)

- Zarfl, Max Thomas (1876–1938), österreichischer Pädiater
- Zarft, Arnold (1930–2009), deutscher Pastor und Ehrenbürger von Neustrelitz

### Zarg
- Zarganar (* 1961), burmesischer Komiker, Schauspieler und Regisseur
- Zargar Swiridoff, Susanne (* 1955), deutsche Komponistin und Galeristin
- Zargari, Amir (* 1980), iranischer Radrennfahrer
- Zargari, Samira (* 1983), iranische Gras- und Alpinskiläuferin
- Zargarpour, Habib (* 1964), iranischer Filmtechniker
- Zarges, Axel (1932–1989), deutscher Politiker (CDU), MdEP
- Zarges-Dürr, Erna (1907–2002), deutsche Gold- und Silberschmiedemeisterin
- Zargus, Willi (1887–1961), deutscher Fußballspieler
- Zargusch, Denis Igorewitsch (* 1987), russischer Ringer

### Zarh
- Zarhin, Yuri (* 1951), russischer Mathematiker

### Zari
- Zari, Raphael (* 1991), deutscher Schauspieler
- Zariâb, Spôjmaï (* 1949), afghanische Schriftstellerin
- Zariadris, König der Sophene
- Zarian, Gostan (1885–1969), armenischer Schriftsteller und Maler
- Zarianopoulos, Sotirios (* 1961), griechischer Politiker
- Zaribaf, Minou (* 1970), deutsche Mediendesignerin und Comiczeichnerin
- Zarić, Dragana (* 1977), serbische Tennisspielerin
- Žarić, Ratko (1913–1943), jugoslawischer Kommunist und Partisan
- Zarif, Farid (* 1951), afghanischer Diplomat und UN-Beamter
- Zarif, Hajji Muhammad Arif (1942–2007), afghanischer Politiker und Unternehmer
- Zarif, Samir (* 1980), US-amerikanischer Jazzmusiker (Saxophone)
- Zarifis, Leonidas (1884–1963), griechischer Tennisspieler
- Zarifis, Nikolaos (1885–1941), griechischer Tennisspieler
- Zarifović, Aris (* 1988), slowenischer Fußballspieler
- Zarin, Jill (* 1963), US-amerikanische Medienpersönlichkeit, Schauspielerin und Unternehmerin
- Zarina, Astra (1929–2008), US-amerikanische Architektin und Universitätsprofessorin
- Zarini, Vincent (* 1961), französischer Klassischer Philologe
- Zarins, Juris (1945–2023), US-amerikanisch-lettischer Archäologe und Professor
- Zariņš, Kārlis (1930–2015), sowjetischer bzw. lettischer Opernsänger (Tenor)
- Zariņš, Marģeris (1910–1993), lettischer Komponist und Schriftsteller
- Zariņš, Rihards (1869–1939), lettischer Grafiker, Volkskundler und Hochschullehrer
- Zariphopoulou, Thaleia (* 1962), griechisch-US-amerikanische Mathematikerin
- Zaripov, Hakim (1924–2023), usbekisch-sowjetischer Zirkusartist, Kunstreiter-Dschigit und Dresseur
- Zariqum, Vorsteher der Stadtverwaltung von Assur
- Zariski, Oscar (1899–1986), US-amerikanischer Mathematiker
- Zarits, Christoph (* 1980), österreichischer Politiker (ÖVP)
- Zaritskaya, Irina (1939–2001), ukrainisch-britische klassische Pianistin
- Zaritski, Mikhail (* 1973), luxemburgischer Fußballspieler
- Zaritsky, John (1943–2022), kanadischer Regisseur und Produzent von Dokumentarfilmen
- Zarius, Karl-Heinz (* 1941), deutscher Musikpädagoge und Komponist

### Zarj
- Zarjow, Oleh (* 1970), ukrainischer PolitikerOleh Zarjow (* 1970)

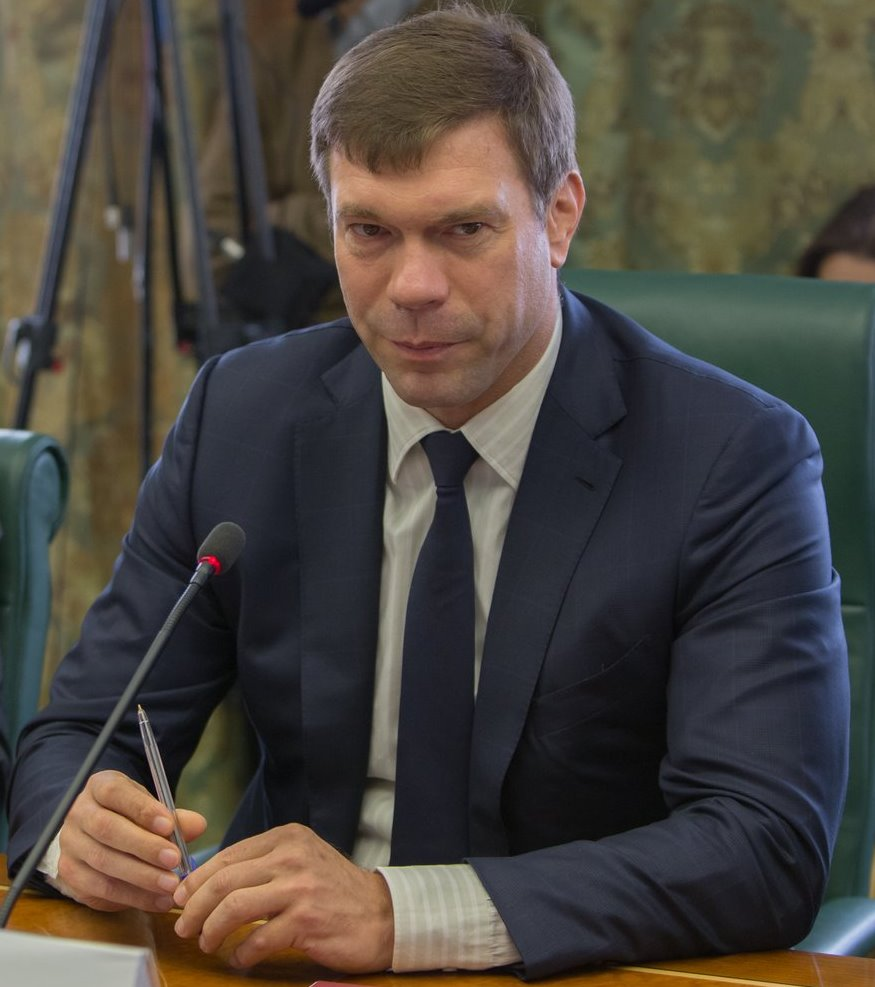
Oleh Zarjow (* 1970)

- Zarjow, Wiktor Grigorjewitsch (1931–2017), russischer Fußballspieler
- Zarjowa, Galina Georgijewna (* 1950), sowjetische Radrennfahrerin
- Zarjowa, Olga Jurjewna (* 1990), russische Skilangläuferin
- Zarjowa, Walentina Georgijewna (1926–2015), sowjetische Skilangläuferin

### Zark
- Zarka, Ilarja (* 2001), albanische Fußballspielerin
- Zarka, Paljon (* 1984), albanischer Straßenradrennfahrer
- Žarković, Vidoje (1927–2000), jugoslawischer Politiker

### Zarl
- Zarlino, Gioseffo (1517–1590), italienischer Musiktheoretiker und Komponist

### Zarn
- Zarn, Marius (* 1978), Schweizer Fußballspieler und Fußballtrainer
- Zarnack, August (1777–1827), deutscher Theologe, Pädagoge, Dichter und Volksliedsammler
- Zarnack, Heiner (* 1951), deutscher Basketballtrainer und -funktionär
- Zarnack, Wolfgang (1902–1980), deutscher Jurist und SA-Führer
- Zarnack, Wolfgang (* 1978), deutscher Schauspieler
- Zarnajew, Dschochar (* 1993), US-amerikanischer Student, Beteiligter am Anschlag auf den Boston-Marathon 2013Dschochar Zarnajew (* 1993)

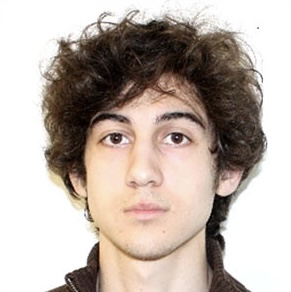
Dschochar Zarnajew (* 1993)

- Zarnajew, Tamerlan (1986–2013), russischer Attentäter, Urheber des Anschlags auf den Boston Marathon
- Zarncke, Eduard (1857–1936), deutscher Altphilologe und Bibliothekar
- Zarncke, Friedrich (1825–1891), deutscher Germanist
- Zarnecki, George (1915–2008), britischer Kunsthistoriker
- Zarneckow, Reinhart (* 1943), deutscher Jurist und Politiker (SPD), MdL
- Zarnegar, Shahpour (1929–2022), iranischer Fechter und Fechttrainer
- Zărnescu, Gheorghe (1926–2009), rumänischer Politiker (PCR) und Generaloberst
- Žarnić, Roko (* 1950), slowenischer Bauingenieur und Politiker
- Zarnicki, Pablo (* 1972), argentinischer Schach-Großmeister
- Zarniko, Carl (1863–1933), deutscher HNO-Arzt
- Žarnov, Andrej (1903–1982), slowakischer Schriftsteller und Mediziner
- Zarnowitz, Victor (1919–2009), polnisch-US-amerikanischer Wirtschaftswissenschaftler

### Zaro
- Zaro Ağa († 1934), kurdischer Altersrekordler
- Zaro, Kurt (1929–2003), deutscher Fußballspieler
- Zaron, Andreas (* 1965), deutscher Schauspieler, Sänger und Songschreiber
- Zaror, Marko (* 1978), chilenischer Schauspieler, Kampfkünstler und StuntmanMarko Zaror (* 1978)

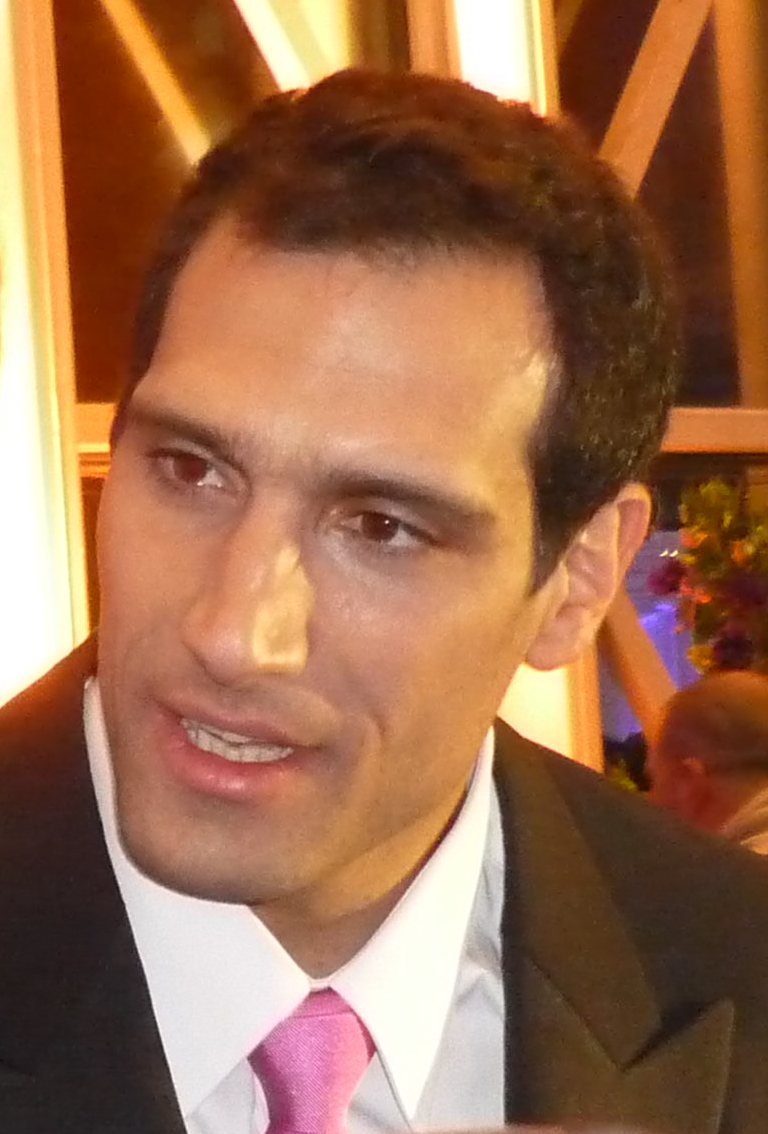
Marko Zaror (* 1978)

- Zarou, Jeannette (* 1942), palästinensisch-kanadische Opernsängerin (Sopran)
- Zarou, Younes (* 1998), deutscher Webvideoproduzent und Influencer
- Zaroual, Wafa (* 1996), marokkanische Leichtathletin
- Zaroulia, Eleni (* 1961), griechische Politikerin
- Zarouni, Ali Mohamed Ali Al-, Diplomat der Vereinigten Arabischen Emirate
- Zaroury, Anass (* 2000), marokkanisch-belgischer Fußballspieler

### Zarq
- Zarqali, az- (1029–1087), arabischer Mathematiker und Astronom
- Zarqāwī, Abū Musʿab az- (1966–2006), jordanischer Terrorist

### Zarr
- Zarra (1921–2006), spanischer Fußballspieler
- Zarra, André, französischer Kameramann
- Zarrab, Reza (* 1983), iranisch-türkischer Unternehmer
- Zarrabeitia, Mikel (* 1970), spanischer Radrennfahrer
- Zárraga Colmenares, Jesús Tomás (* 1957), venezolanischer Geistlicher, emeritierter Bischof von San Carlos de Venezuela
- Zárraga, Ángel (1886–1946), mexikanischer Maler
- Zárraga, José María (1930–2012), spanischer Fußballspieler und -trainer
- Zarraga, Oier (* 1999), spanischer Fußballspieler
- Zarrella, Giovanni (* 1978), italienischer Moderator und PopsängerGiovanni Zarrella (* 1978)

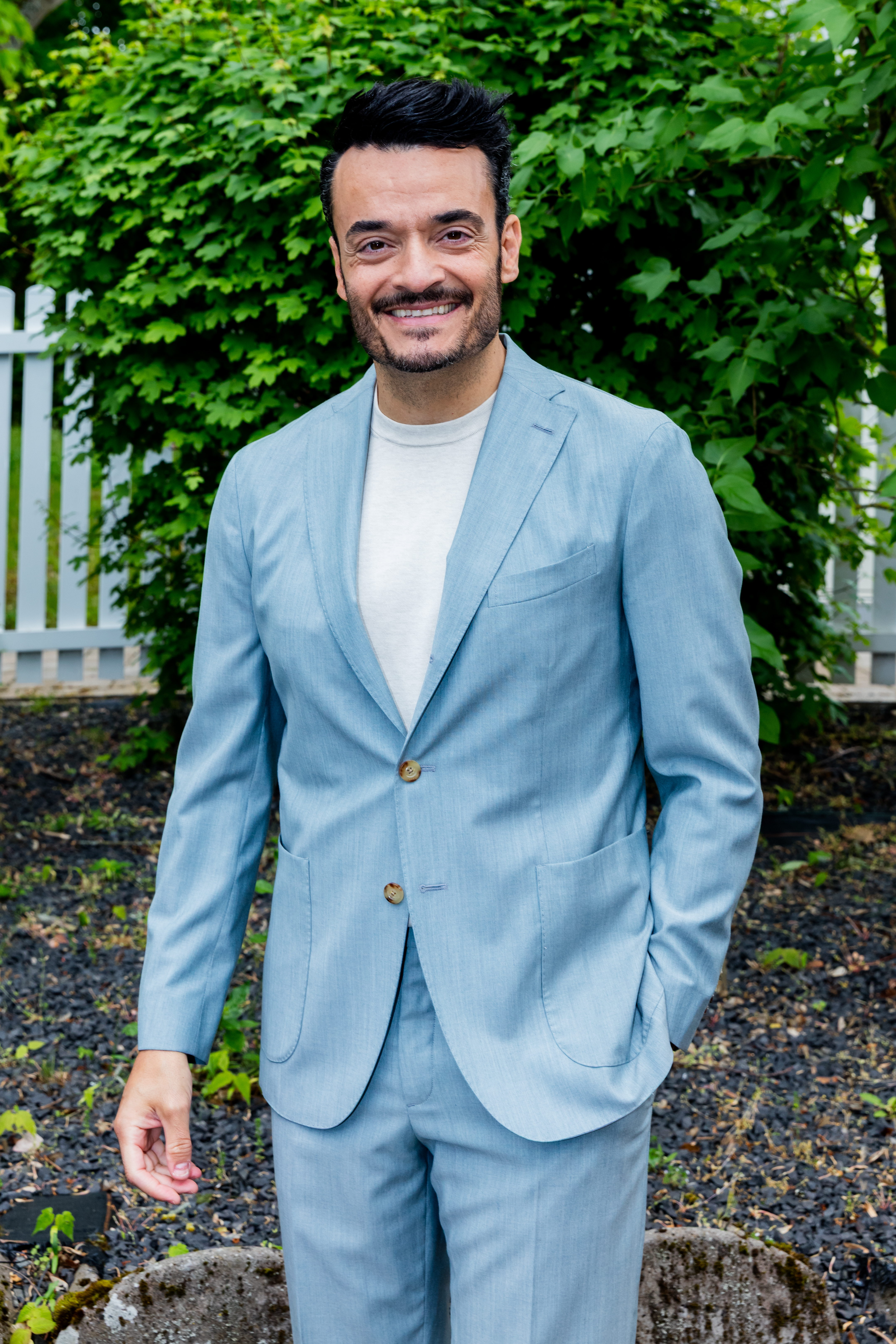
Giovanni Zarrella (* 1978)

- Zarrella, Stefano (* 1990), deutsch-italienischer Influencer und Autor
- Zarri, Vincenzo (* 1929), italienischer Geistlicher, Altbischof von Forlì-Bertinoro
- Zarrillo, Bruno (* 1966), italo-kanadischer Eishockeyspieler
- Zarrillo, Michele (* 1957), italienischer Cantautore

### Zars
- Žárská, Heřma (1889–1971), tschechische Opernsängerin

### Zart
- Zart, Christine (* 1967), deutsche Schauspielerin und Sängerin
- Zartarian, Rupen (1874–1915), armenischer Schriftsteller und Völkermordopfer
- Zarth, Leo (* 1897), deutscher Jurist, Senatspräsident am Oberverwaltungsgericht Saarlouis
- Zarti, Mustafa (* 1970), libysch-österreichischer Geschäftsmann
- Zartl, Adriana (* 1975), österreichische Moderatorin, Schauspielerin und Tänzerin
- Zartman, Ira William (1932–2025), US-amerikanischer Konfliktforscher
- Zartmann, deutscher Popsänger und RapperZartmann

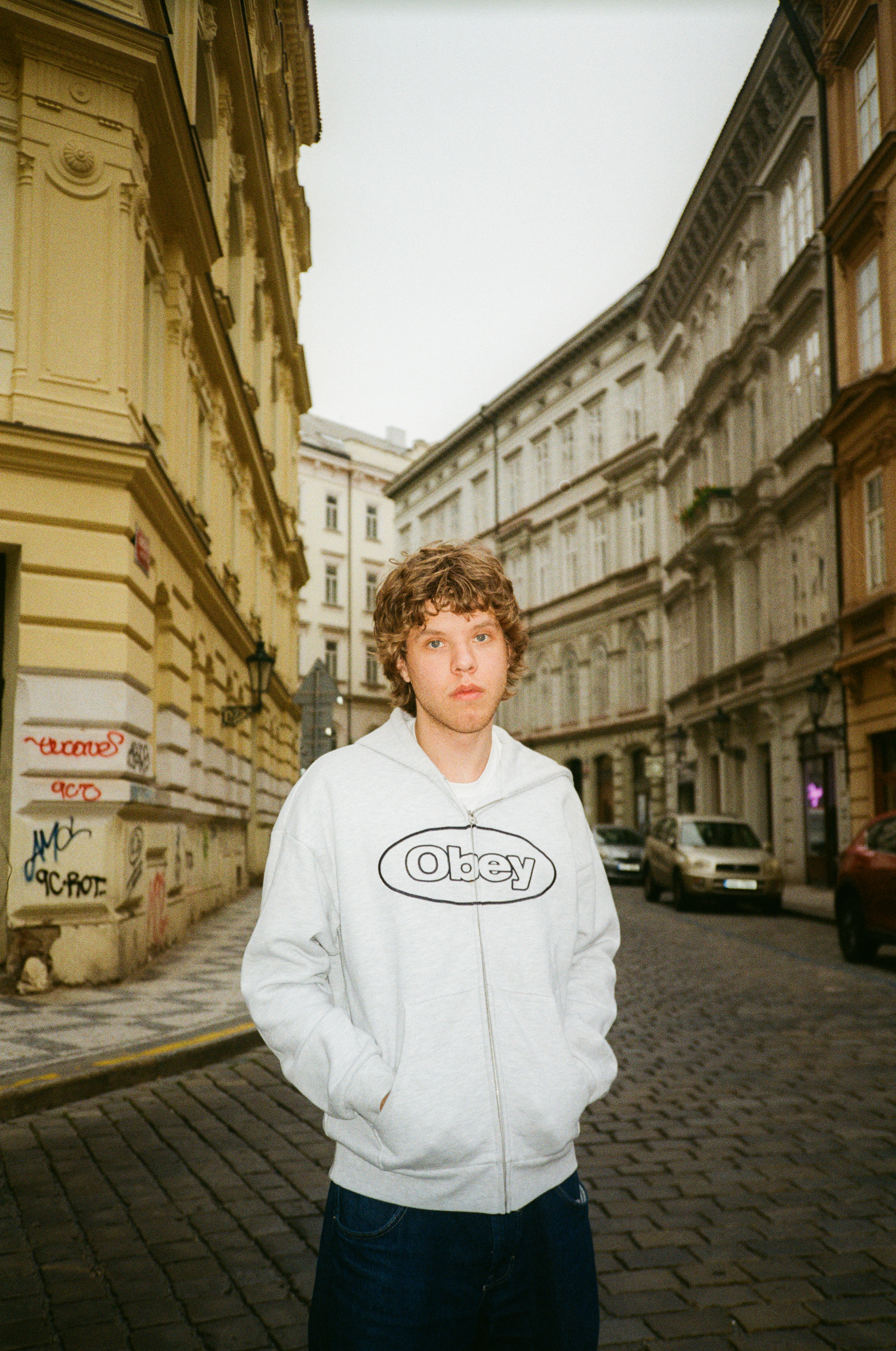
Zartmann

- Zartmann, Jürgen (* 1941), deutscher Schauspieler, Synchronsprecher und Regisseur

### Zaru
- Zaruc, Maria (* 1977), rumänische Skirennläuferin
- Zarucchi, Marco (* 1972), Schweizer Nordischer Kombinierer
- Zarukajewa, Swetlana Kaspolatowna (* 1987), russische Gewichtheberin
- Zarukjan, Andranik (1913–1989), armenischer Schriftsteller, Dichter, Erzieher und Journalist
- Zarukjan, Gagik (* 1956), armenischer Politiker, Sportfunktionär und Unternehmer
- Zarusch, Lilija (* 2006), ukrainische Snookerspielerin
- Zaruski, Mariusz (1867–1941), polnischer General, Segelsportler, Bergsteiger, Schriftsteller, Lyriker und Maler
- Zarusky, Jürgen (1958–2019), deutscher Historiker

### Zarv
- Zarvos, Marcelo (* 1969), brasilianischer Filmkomponist und Pianist

### Zary
- Zaryab, Rahnaward (1944–2020), afghanischer Journalist und Schriftsteller
- Zaryan, Aga (* 1976), polnische Jazzsängerin
- Zaryan, Vahram, französischer Schauspieler, Pantomime, Performance-Künstler, Theaterregisseur und Choreograf
- Zarychta, Stanisław (* 1958), polnischer Vizeadmiral
- Zarycká, Anastasia (* 1998), tschechische Tennisspielerin

### Zarz
- Zarza Bernal, Anselmo (1916–2014), mexikanischer Geistlicher, römisch-katholischer Bischof von León
- Zarza Bris, Silvia (* 1977), spanische Fußballspielerin
- Zarzo, Manuel (1932–2025), spanischer Schauspieler
- Zarzu, Silvia (* 1998), rumänische Kunstturnerin
- Zarzycki, Aleksander (1834–1895), polnischer Komponist, Pianist und Dirigent
- Zarzycki, Janusz (1914–1995), polnischer Politiker, Mitglied des Sejm (PZPR), Divisionsgeneral, Bürgermeister von Warschau
- Zarzycki, Wojtek (* 1982), polnisch-kanadischer Fußballtorhüter